# Джастін Маск
Джастíн Маск (англ. Justine Musk; при народженні англ. Jennifer Justine Wilson; нар. 2 вересня 1972) — канадська письменниця. Перша дружина американського винахідника та підприємця Ілона Маска.

## Біографія
Джастін Маск народилася 2 вересня 1972 року в Пітерборо, Канада. Закінчила Університет Квінз та здобула ступінь з англійської літератури. Після коледжу Вілсон переїхала до Японії, де викладала англійську як другу мову (ESL), а згодом після цього переїхала в США та оселилася в Каліфорнії.
Вілсон є авторкою сучасного фантастичного роману BloodAngel, опублікованого у 2005 році. Другу книгу – Uninvited – випустила 2007 року, а через рік вийшов сиквел до BloodAngel – Lord of Bones. Джастін була однією з перших, хто скористався сайтом на кшталт Pinterest для планування роману.
В інтерв’ю 2007 року Вілсон назвала Маргарет Етвуд, Джойс Керол Оутс, Пола Теру, Джорджа Мартіна, Гая Гевріела Кея та Ніла Ґеймана авторами, з якими вона могла б пов’язати свої твори. Вона також назвала свої книги міжжанровою фантастикою.
Вілсон також випустила три короткі історії – "I need more you" (2009), "Lost" (2010), "Smalltown Canadian girl" (2016).

## Особисте життя
Джастін Вілсон одружилася з Ілоном Маском у січні 2000 року. Їх перший син, Невада, народився 2002 року і помер від синдрому раптової дитячої смерті у віці 10 тижнів.
2004 року за допомогою штучного запліднення, Джастін народила двійню хлопчиків – Ґріффіна та Зейвієра, 2006 року трійню – Деймієна, Кая, та Саксона.
13 вересня 2008 року Джастін оголосила про розлучення з Маском.